# Province du New Jersey
 (décembre 2023).
Si vous disposez d'ouvrages ou d'articles de référence ou si vous connaissez des sites web de qualité traitant du thème abordé ici, merci de compléter l'article en donnant les références utiles à sa vérifiabilité et en les liant à la section « Notes et références ».

Carte du Nord-Est de l'Amérique vers 1775 avec les Treize colonies.

La province de New Jersey était l'une des colonies du sud de l'Amérique du Nord britannique. En 1776, elle devient un État des États-Unis, le New Jersey.
La province avait d'abord été colonisée par les Européens dans le cadre de la Nouvelle-Néerlande, mais elle tomba sous la domination anglaise après la reddition de Fort Amsterdam en 1664 et de devenir une « proprietary colony ». Les Provinces-Unies réaffirmèrent leur contrôle pour une brève période en 1673-1674 et après cela, elle se composait de deux divisions politiques, East Jersey et West Jersey, jusqu'à ce qu'elles soient unies comme une colonie royale britannique en 1702.
Les limites originales de la province étaient légèrement plus grandes que l'État actuel, se prolongeant dans une partie de l'État de New York actuel, jusqu'à ce que la frontière soit finalisée en 1773. 